# Transnational Institute
Transnational Institute (TNI) es un think tank internacional de investigación e incidencia política de ideas políticas progresistas fundado en 1974 en Ámsterdam y funciona como una red para académicos y activistas. Busca promover un mundo más justo, democrático y sostenible.
TNI recibe parte de su financiación institucional de la Samuel Rubin Foundation en Nueva York. Además, sus proyectos cuentan con el respaldo de una serie de financiadores, entre los que se cuentan organizaciones religiosas, pacifistas y ecologistas, ministerios europeos de Exteriores y Cooperación al Desarrollo, la Comisión Europea y fundaciones privadas de los Estados Unidos y Europa.

## Historia
A finales de 1973 el programa internacional del Institute for Policy Studies (IPS) con sede en Washington D. C. estableció una oficina internacional en Ámsterdam. En 1974 la oficina se separó del IPS fundándose como el Transnational Institute en Ámsterdam.

## Programas
Los programas de TNI participan en un amplio espectro de actividades de investigación, promoción de políticas y generación de redes de la sociedad civil.
- El programa Regionalismos Alternativos aborda la cuestión del desarrollo alternativo desde la perspectiva de los movimientos sociales y las alianzas regionales de África, Asia y América Latina. El programa facilita intercambios interregionales Sur-Sur y Sur-Norte a través de una serie de Diálogos de los Pueblos.

- El programa Drogas y Democracia analiza las tendencias mundiales de las políticas de drogas y fomenta un enfoque pragmático frente a las drogas ilícitas basado en los principios de reducción de daños. El programa trabaja sobre las drogas y los conflictos en la zona andina y amazónica, Afganistán y Birmania, y estudia las conexiones entre las drogas ilegales y otros problemas más generales como la desmilitarización, la democratización, la sanidad pública y la reducción de la pobreza. Estos análisis se reflejan en su labor para influir en el debate sobre políticas en las Naciones Unidas y en organismos regionales.

- El programa Nuevas Formas de Acción Política trabaja sobre las experiencias de innovación y experimentación de movimientos sociales, partidos políticos progresistas y Gobiernos de todo el mundo. Fomenta asimismo nuevos planteamientos y propuestas sobre cuestiones como democracia participativa, organización política, gobernanza urbana y democratización rural.

- El programa Justicia Medioambiental hace un seguimiento del impacto negativo del comercio de la contaminación sobre la justicia medioambiental, social y económica, y trabaja por desarrollar respuestas dirigidas por las comunidades afectadas.

- El proyecto Militarismo y Globalización analiza los cambiantes marcos mundiales para la intervención militar y la propagación de nuevas infraestructuras de seguridad. Su trabajo actual se centra, entre otras cosas, en la reorganización de la industria de defensa y el papel de las bases militares extranjeras.

- El proyecto Derecho al agua fomenta los modelos de agua públicos y participativos como el medio más viable para lograr que el agua sea un bien universal. Facilita además la creación de nuevas redes regionales y globales para promover la cooperación entre organismos públicos en el sector del agua. El TNI también publica un anuario de los servicios públicos sobre el impacto de las privatizaciones y las experiencias de la reforma del sector público en todo el mundo.

## Equipo
El primer director de TNI fue Eqbal Ahmad, seguido por Orlando Letelier. Su actual directora es Fiona Dove. Entre los actuales miembros asociados se encuentran Susan George, Hilary Wainwright, Praful Bidwai, Walden Bello, John Cavanagh, Achin Vanaik, Boris Kagarlitsky, Phyllis Bennis y Jochen Hippler. Los miembros sénior de TNI son Saul Landau, Michael Schuman y Dan Smith. Entre los exmiembros, cabe destacar a John Gittings y Fred Halliday.